# 서경 69도
서경 69도(西經69度)는 본초 자오선에서 서쪽으로 69도 떨어진 경선이다. 북극점에서 시작하여 북극해, 그린란드, 북아메리카, 대서양, 남아메리카, 남극해, 남극을 거쳐 남극점에 이른다.
서경 69도는 동경 111도와 이어져 지구의 둘레를 이룬다.

## 지나가는 지역
북극점에서 남극점까지 서경 69도선은 다음 지역을 지나간다.
| 좌표                                                  | 나라, 지역, 해역 | 주석                                                                             |
| ----------------------------------------------------- | ---------------- | -------------------------------------------------------------------------------- |
| 북위 90° 0′ 서경 69° 0′  / 북위 90.000° 서경 69.000°  | 북극해           |                                                                                  |
| 북위 83° 6′ 서경 69° 0′  / 북위 83.100° 서경 69.000°  | 링컨해           |                                                                                  |
| 북위 82° 59′ 서경 69° 0′  / 북위 82.983° 서경 69.000° | 캐나다           | 누나부트 준주 — 엘즈미어섬                                                       |
| 북위 80° 34′ 서경 69° 0′  / 북위 80.567° 서경 69.000° | 네어스 해협      |                                                                                  |
| 북위 78° 58′ 서경 69° 0′  / 북위 78.967° 서경 69.000° | 그린란드         |                                                                                  |
| 북위 76° 16′ 서경 69° 0′  / 북위 76.267° 서경 69.000° | 배핀만           |                                                                                  |
| 북위 70° 42′ 서경 69° 0′  / 북위 70.700° 서경 69.000° | 캐나다           | 누나부트 준주 — 배핀섬                                                           |
| 북위 62° 23′ 서경 69° 0′  / 북위 62.383° 서경 69.000° | 허드슨 해협      |                                                                                  |
| 북위 60° 45′ 서경 69° 0′  / 북위 60.750° 서경 69.000° | 언거버만         |                                                                                  |
| 북위 59° 1′ 서경 69° 0′  / 북위 59.017° 서경 69.000°  | 캐나다           | 누나부트 준주 — 티어셀섬                                                         |
| 북위 58° 58′ 서경 69° 0′  / 북위 58.967° 서경 69.000° | 언거버만         |                                                                                  |
| 북위 58° 54′ 서경 69° 0′  / 북위 58.900° 서경 69.000° | 캐나다           | 퀘벡주                                                                           |
| 북위 48° 47′ 서경 69° 0′  / 북위 48.783° 서경 69.000° | 세인트로렌스강   |                                                                                  |
| 북위 48° 16′ 서경 69° 0′  / 북위 48.267° 서경 69.000° | 캐나다           | 퀘벡주 뉴브런즈윅주 — 북위 47° 18′ 서경 69° 0′  / 북위 47.300° 서경 69.000° 부터 |
| 북위 47° 14′ 서경 69° 0′  / 북위 47.233° 서경 69.000° | 미국             | 메인주                                                                           |
| 북위 44° 18′ 서경 69° 0′  / 북위 44.300° 서경 69.000° | 대서양           |                                                                                  |
| 북위 19° 1′ 서경 69° 0′  / 북위 19.017° 서경 69.000°  | 도미니카 공화국  | 히스파니올라섬과 카탈리나섬                                                      |
| 북위 18° 20′ 서경 69° 0′  / 북위 18.333° 서경 69.000° | 카리브해         |                                                                                  |
| 북위 12° 13′ 서경 69° 0′  / 북위 12.217° 서경 69.000° | 퀴라소           |                                                                                  |
| 북위 12° 8′ 서경 69° 0′  / 북위 12.133° 서경 69.000°  | 카리브해         |                                                                                  |
| 북위 11° 26′ 서경 69° 0′  / 북위 11.433° 서경 69.000° | 베네수엘라       |                                                                                  |
| 북위 6° 12′ 서경 69° 0′  / 북위 6.200° 서경 69.000°   | 콜롬비아         |                                                                                  |
| 북위 1° 43′ 서경 69° 0′  / 북위 1.717° 서경 69.000°   | 브라질           | 아마조나스주 아크리주 — 남위 8° 52′ 서경 69° 0′  / 남위 8.867° 서경 69.000°      |
| 남위 10° 59′ 서경 69° 0′  / 남위 10.983° 서경 69.000° | 볼리비아         |                                                                                  |
| 남위 11° 52′ 서경 69° 0′  / 남위 11.867° 서경 69.000° | 페루             |                                                                                  |
| 남위 13° 36′ 서경 69° 0′  / 남위 13.600° 서경 69.000° | 볼리비아         | 약 17 km                                                                         |
| 남위 13° 45′ 서경 69° 0′  / 남위 13.750° 서경 69.000° | 페루             |                                                                                  |
| 남위 14° 24′ 서경 69° 0′  / 남위 14.400° 서경 69.000° | 볼리비아         | 티티카카호를 통과함                                                              |
| 남위 16° 12′ 서경 69° 0′  / 남위 16.200° 서경 69.000° | 페루             | 티티카카호를 통과함                                                              |
| 남위 16° 28′ 서경 69° 0′  / 남위 16.467° 서경 69.000° | 볼리비아         | 티티카카호를 통과함                                                              |
| 남위 18° 38′ 서경 69° 0′  / 남위 18.633° 서경 69.000° | 칠레             |                                                                                  |
| 남위 27° 34′ 서경 69° 0′  / 남위 27.567° 서경 69.000° | 아르헨티나       |                                                                                  |
| 남위 50° 28′ 서경 69° 0′  / 남위 50.467° 서경 69.000° | 대서양           |                                                                                  |
| 남위 51° 27′ 서경 69° 0′  / 남위 51.450° 서경 69.000° | 아르헨티나       |                                                                                  |
| 남위 52° 12′ 서경 69° 0′  / 남위 52.200° 서경 69.000° | 칠레             | 약 9 km                                                                          |
| 남위 52° 17′ 서경 69° 0′  / 남위 52.283° 서경 69.000° | 마젤란 해협      |                                                                                  |
| 남위 52° 39′ 서경 69° 0′  / 남위 52.650° 서경 69.000° | 칠레             | 티에라델푸에고섬과 오스테섬                                                      |
| 남위 55° 20′ 서경 69° 0′  / 남위 55.333° 서경 69.000° | 태평양           |                                                                                  |
| 남위 60° 0′ 서경 69° 0′  / 남위 60.000° 서경 69.000°  | 남극해           |                                                                                  |
| 남위 67° 23′ 서경 69° 0′  / 남위 67.383° 서경 69.000° | 남극             | 애들레이드섬 — 아르헨티나, 칠레, 영국이 영유권을 주장함.                         |
| 남위 67° 43′ 서경 69° 0′  / 남위 67.717° 서경 69.000° | 남극해           | 마거리트만                                                                       |
| 남위 69° 57′ 서경 69° 0′  / 남위 69.950° 서경 69.000° | 남극             | 아르헨티나, 칠레, 영국이 영유권을 주장함.                                        |

## 같이 보기
- 서경 68도
- 서경 70도